# 班西
班西（Bansi），是印度北方邦錫達特那加爾縣的一个城镇。总人口35628（2001年）。

## 人口
该地2001年总人口35628人，其中男性18599人，女性17029人；0—6岁人口6338人，其中男3225人，女3113人；识字率54.00%，其中男性为62.73%，女性为44.47%。